# Pacifische boa's
Pacifische boa's (Candoia) is een geslacht van slangen uit de familie reuzenslangen (Boidae).

## Naam en indeling
De wetenschappelijke naam van de groep werd voor het eerst voorgesteld door John Edward Gray in 1842. De slangen werden eerder aan andere geslachten toegekend, zoals Boa en het niet langer erkende Enygrus.
Pacifische boa's werden lange tijd ingedeeld bij de onderfamilie Echte boa's (Boinae) maar worden tegenwoordig aan de monotypische familie Candoiinae toegewezen.

### Soorten
Het geslacht omvat de volgende soorten, met de auteur en het verspreidingsgebied.
| Naam                                | Auteur                 | Verspreidingsgebied                                                            |
| ----------------------------------- | ---------------------- | ------------------------------------------------------------------------------ |
| Candoia aspera                      | Günther, 1877          | Nieuw-Guinea, Indonesië                                                        |
| Candoia bibroni                     | Duméril & Bibron, 1844 | Samoa, Melanesië, Polynesië, Salomonseilanden, Nieuw-Caledonië, Tonga, Vanuatu |
| Melanesische boa (Candoia carinata) | Schneider, 1801        | Indonesië, Papoea-Nieuw-Guinea, Vanuatu                                        |
| Candoia paulsoni                    | Stull, 1956            | Indonesië, Salomonseilanden                                                    |
| Candoia superciliosa                | Günther, 1863          | Palau                                                                          |

## Verspreiding en habitat
De soorten komen voor in delen van Azië en leven in de landen en deelgebieden Nieuw-Guinea, Indonesië, Samoa, Melanesië, Polynesië, Salomonseilanden, Nieuw-Caledonië, Tonga, Papoea-Nieuw-Guinea, Palau en Vanuatu.
De habitat bestaat uit tropische en subtropische vochtige laaglandbossen, vochtige bergbossen en drogere bossen. Ook in door de mens aangepaste streken zoals landelijke tuinen en plantages kunnen de slangen worden aangetroffen.

## Bedreiging en bescherming
Door de internationale natuurbeschermingsorganisatie IUCN is aan drie soorten een beschermingsstatus toegewezen. Candoia aspera, Candoia bibroni en Candoia superciliosa worden beschouwd als 'veilig' (Least Concern of LC).